# Bundesstraße 17
Die Bundesstraße 17 (Abkürzung: B 17) ist eine deutsche Bundesstraße in Bayern. Sie führt entlang des Lechs von Augsburg über Landsberg am Lech, Schongau und Peiting an die Bundesgrenze bei Füssen und verläuft weitgehend an der Grenze der bayerischen Regierungsbezirke Schwaben und Oberbayern.
Die Länge beträgt ungefähr 110 km. Auf oder parallel zu ihr verlaufen Teile der Romantischen Straße und im südlichen Abschnitt ein Teil der Deutschen Alpenstraße. Sie folgt in etwa der antiken Via Claudia Augusta. Zunächst war der Ausbau der Strecke als A 91 geplant.

## Verlauf
Die Bundesstraße 17 kann in drei große Abschnitte gegliedert werden.

### Augsburg – Landsberg am Lech
In diesem Abschnitt ist die B 17 autobahnähnlich vierstreifig und planfrei ausgebaut.
An der A 8 AS Augsburg-West (72) schließt die B 17 an die B 2 an. Die B 17 durchquert zunächst das Augsburger Stadtgebiet (Westtangente). Zwischen Ausfahrt Augsburg-Zentrum und Augsburg-Messe-Universität verläuft sie zusammen mit der B 300. Hier heißt sie erst Dayton-Ring und zwischen den Anschlussstellen Leitershofen und Messe Oberbürgermeister-Müller-Ring. Bei der Ausfahrt Augsburg-Messe-Universität verlässt die Trasse der B 300 die der B 17 und durchquert das Stadtgebiet Augsburg in Richtung Osten.
Nach Verlassen des Augsburger Stadtgebietes verläuft die B 17 auf der ehemals für die A 91 vorgesehenen Trasse westlich an Königsbrunn vorbei und kehrt nördlich von Lagerlechfeld in die alte Trasse zurück. Vorbei am Fliegerhorst Lechfeld wird der Ort Lagerlechfeld erreicht, den die B 17 in Tieflage durchquert. Im weiteren Streckenverlauf folgt die Ostumfahrung von Klosterlechfeld. An deren Ende verlässt die Bundesstraße den Regierungsbezirk Schwaben (Landkreis Augsburg) und erreicht den Regierungsbezirk Oberbayern (Landkreis Landsberg am Lech).
Kurz darauf unterquert die B 17 die Bahnstrecke Bobingen–Kaufering. Vorbei an Hurlach, Kaufering und Igling (hier Querung der Bahnstrecke München–Buchloe) erreicht die B 17 den Kreisverkehr der AS Landsberg am Lech-West (A 96). Dieser autobahnkreuzähnliche Verteilerkreisel ist mit einem Durchmesser von etwa 330 Meter (und damit einer Fläche von etwa 7 Hektar) der größte seiner Art in Deutschland.

### Landsberg am Lech – Peiting

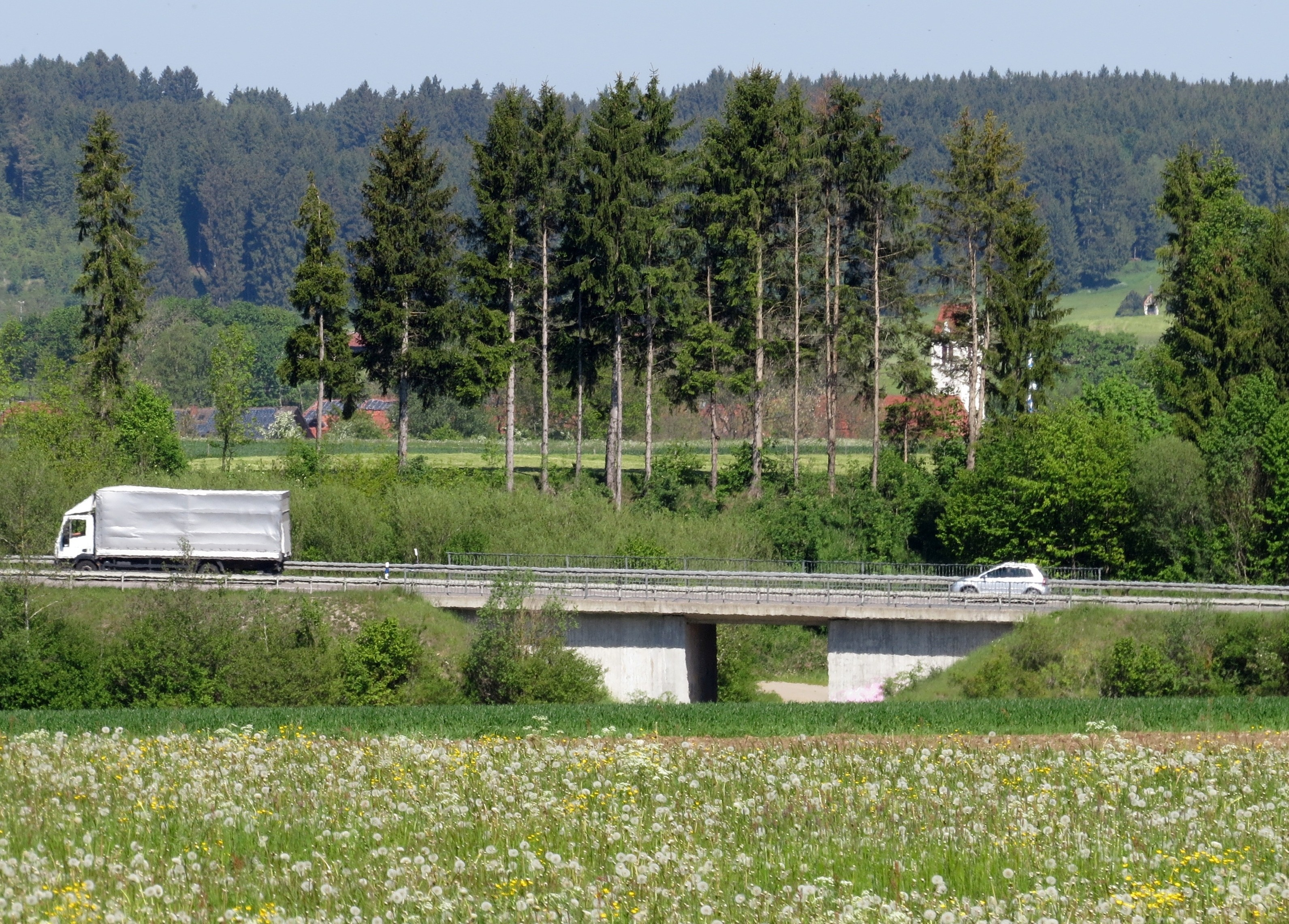
B 17 nahe Schongau

In diesem Abschnitt ist die B 17 einbahnig zwei-, teilweise dreistreifig ausgebaut.
Von der A 96 AS Landsberg am Lech-West (24) führt die B 17 zunächst um Landsberg am Lech herum und erreicht bei AS Landsberg am Lech-Süd die alte Trasse. Hier unterquert sie die Bahnstrecke Landsberg am Lech–Schongau. Im weiteren Verlauf folgen mehrere plangleiche Kreuzungen, bis die B 17 vor Hohenfurch den Landkreis Weilheim-Schongau erreicht.
Nach der Durchquerung von Hohenfurch beginnt mit der Ausfahrt Schongau-Nord die Umgehungsstraße Schongau/Peiting. Erneut unterquert die B 17 die Fuchstalbahn. Nun folgen die Ausfahrten Schongau/Altenstadt und Schongau-West. Ab hier verläuft die B 17 zusammen mit der aus Marktoberdorf kommenden B 472. Im weiteren Verlauf überquert die B 17 auf der Lechtalbrücke den Lech. Am Ende dieses Streckenabschnitts folgt die Ausfahrt Peiting-West. Hier verlässt die B 17 die Umgehungsstraße Schongau/Peiting. Auf dieser Trasse führt die B 472 weiter Richtung Bad Tölz und Garmisch-Partenkirchen (siehe Artikel Bundesstraße 23).

### Peiting – Füssen
In diesem Abschnitt ist die B 17 zweistreifig ausgebaut. In diesem Abschnitt sind keine größeren Ortsumgehungen vorhanden.
Südlich an die Umgehungsstraße Schongau/Peiting liegt Kurzenried (Gemeinde Peiting), das die B 17 durchläuft. Es folgt ein gut ausgebautes Teilstück, das bei der Wallfahrtskirche Ilgen vor Staltannen in einer engen Kurve endet. Nach Durchfahrt der Weiler Staltannen und Lauterbach erreicht die B 17 den Ort Steingaden. Nach Steingaden und dem Weiler Biberschwöll tritt die B 17 in den Regierungsbezirk Schwaben (Landkreis Ostallgäu) über.
Die B 17 durchquert Trauchgau (zu Halblech), Halblech und Buching (zu Halblech). Am Ostufer des Bannwaldsees vorbei erreicht die B 17 Schwangau. Es folgt der Weiler Horn, nach dessen Durchquerung die B 17 Richtung Süden weiterführt, während die Trasse Richtung Westen in die B 16 übergeht.
Am östlichen Lechufer entlang erreicht die B 17 Füssen. Am Lechfall vorbei endet die B 17 an der deutsch-österreichischen Grenze (Bezirk Reutte, Tirol) und geht dort auf österreichischem Gebiet in die Weishauser Landstraße (L396 – ursprünglich Teil der B 189) über, an der Anschlüsse nach Reutte sowie zur Fernpassstraße und ins Inntal bestehen.

## Geschichte

### Ursprung
Die Bundesstraße 17 folgt in etwa der antiken Via Claudia Augusta.

### Frühere Strecken und Bezeichnungen
Die bayerischen Staatsstraßen wurden ihrem Anfangsort entsprechend nummeriert:
- Staatsstraße Nr. 13: Augsburg – Landsberg – Oberau
- Staatsstraße Nr. 109: Peiting – Steingaden – Füssen

Am 17. Januar 1932 wurde die Fernverkehrsstraße 17 (FVS 17) eingeführt. 1934 übernahm das Deutsche Reich die Verantwortung (Baulast) für die Strecke und führte sie als Reichsstraße 17 (R 17). Damals begann die R 17 in Augsburg und folgte dem heutigen Verlauf der B 17 (ohne Ortsumgehungen) bis an die Reichsgrenze zu Österreich. Nach dem Anschluss Österreichs im Dritten Reich (1938) wurde die Strecke über Ullrichsbrücke (R 309), Reutte (R 309), Weißenbach am Lech (R 308) und Warth (Vorarlberg) nach Alpe Rauz am Arlberg (R 31) verlängert. Diese Erweiterung wurde nach Ende des Zweiten Weltkrieges (1945) wieder rückgängig gemacht. Mit der Gründung des Bundesrepublik Deutschland (1949) erfolgte die Umbenennung in Bundesstraße 17.

### Ersetzungen und Verlegungen
In den ersten Planungen der Nachkriegsjahre war der Bau der A 91 vorgesehen. Als diese Planungen in den 1970er Jahren verworfen wurden, wurde der vierstreifige Ausbau der B 17 vorangetrieben. So entstand in den 1980er Jahren die Umfahrung Königsbrunn. Zudem wurde in den 1980er Jahren die „Stadtautobahn“ Augsburg gebaut. In den 1990er Jahren wurde die B 17 weiter bis nach Lagerlechfeld erweitert. Die Eröffnung der Umfahrung Klosterlechfeld folgte 2001.
Der autobahnähnliche Streckenabschnitt von Klosterlechfeld bis zum Kreisverkehr des Anschlusses Landsberg am Lech-West (A 96) wurde am 17. September 2009 dem Verkehr übergeben. Die Verlängerung vom Verteilerkreis (Eröffnung bereits am 14. September 2007) zur alten B 17 an der Ausfahrt Landsberg am Lech-Süd ging ebenfalls am 17. September 2009 in Betrieb. Die Bauzeit für das 15,5 km lange Teilstück von Obermeitingen bis zu der alten Trasse im Süden von Landsberg betrug knapp vier Jahre. Die Baukosten beliefen sich auf 70,3 Millionen Euro.

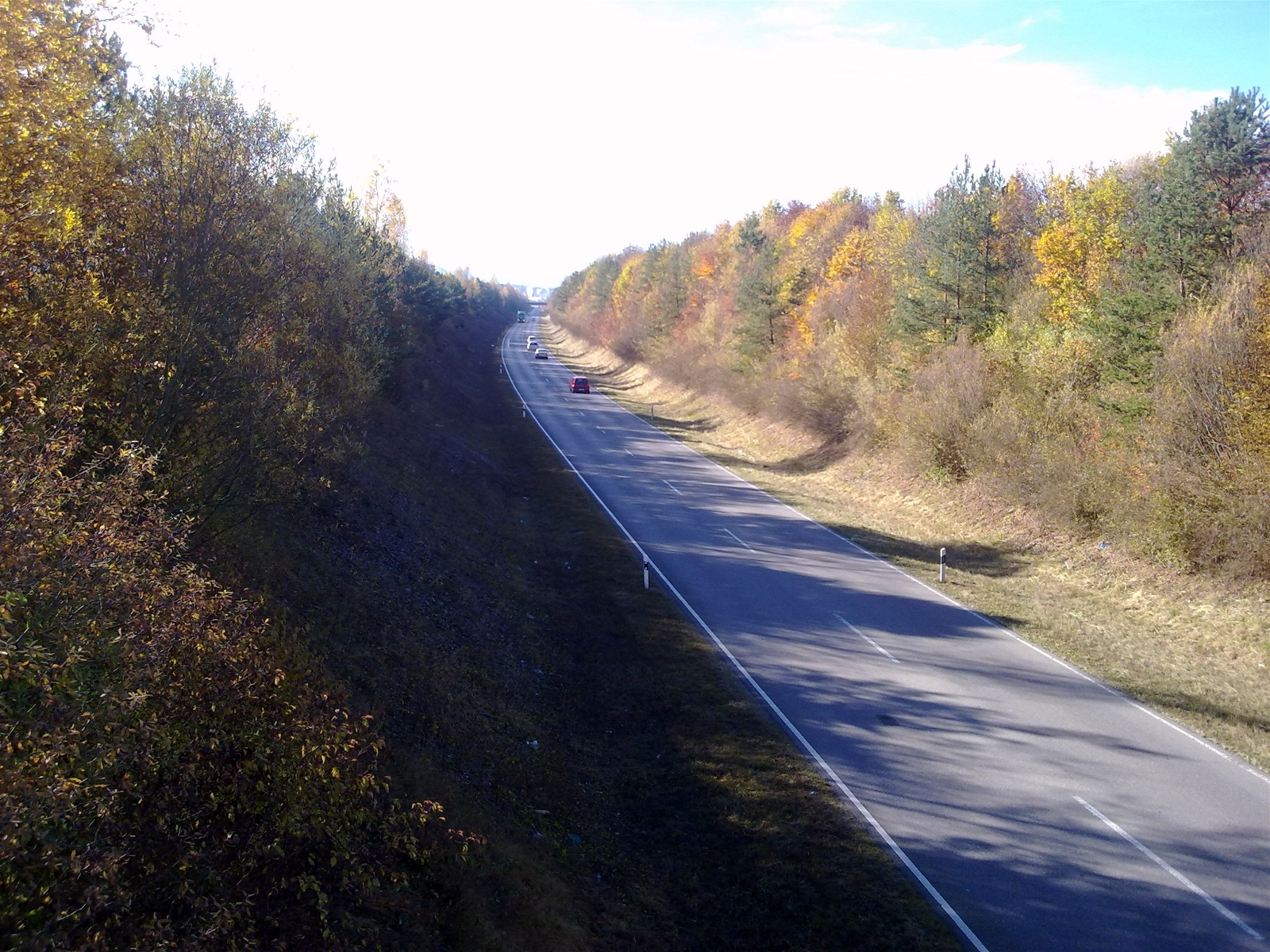
Umfahrung Schongau

1991/1994 wurde etappenweise eine Ortsumfahrung westlich und südlich von Schongau und Peiting eröffnet, über die die B 17 zusammen mit der B 472 über die Lechtalbrücke Schongau geführt wird. An der südlichen Kreuzung der Umfahrung mit dem alten Verlauf der B 17 biegt diese heute nach Süden Richtung Füssen ab. Vor der Fertigstellung dieser Ortsumfahrung verlief die B 17 durch die Innenstadt von Schongau und überquerte den Lech zusammen mit der B 472 auf der einzigen Lech-Straßenbrücke im Schongauer Stadtgebiet, wodurch es speziell in der Ferienreisezeit zu größeren Verkehrsstaus kam.
Mit Freigabe der Ortsumfahrungen wurden die umfahrenen Teilstücke der B 17 abgestuft.

### Ausbau

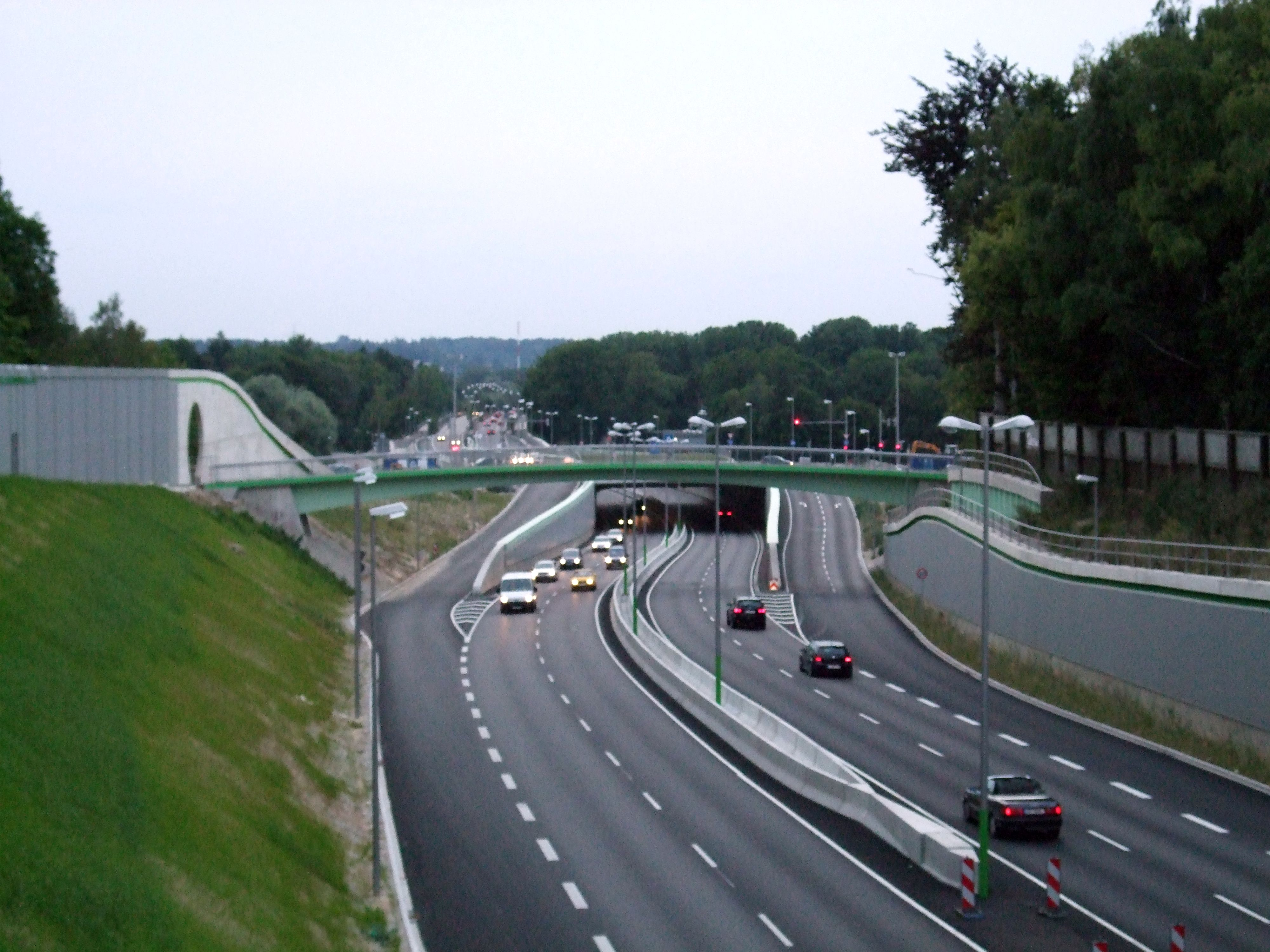
Blick auf den Neubau der Anschlussstelle Gabelsbergerstraße in Augsburg-Göggingen (2008)

Die Bundesstraße 17 erreichte 2010 am südlichen Stadtrand Augsburg (bei Königsbrunn) ein Verkehrsaufkommen von 58.410 Kraftfahrzeugen in 24 Stunden.
Im Stadtgebiet Augsburg waren Ende 2006 die Anschlussstellen „Leitershofen/Augsburg-Pfersee“ und „Augsburg-Göggingen (Gabelsbergerstraße)“ noch nicht kreuzungsfrei und wurden mittels Ampeln geschaltet. Am 14. September 2006 begann der kreuzungsfreie Umbau der Kreuzung „Gabelsbergerstraße“ mit dem Abriss der bestehenden Rad- und Fußgängerbrücke im Süden der Kreuzung, das nördliche Widerlager stand im Weg. Bis Ende 2006 sollte die Brücke in den Nord-Westen versetzt wieder auf neuen Pfeilern stehen; allerdings hat ein mit einem Großbagger beladener Tieflader kurz vor Fertigstellung der Fußgängerbrücke diese mit dem Auslegerarms des Baggers gerammt, sodass sie nach monatelanger Prüfung wieder abgetragen werden musste. Die Trasse der B 17 wurde an der Gabelsbergerstraße um ca. 3,6 Meter tiefergelegt und mittels Rampen an die querende Straße angebunden. Die Ein- und Ausfahrtrampen an der Anschlussstelle Leitershofer Straße münden hingegen in zwei Kreisverkehre. Der 11,4 Millionen Euro teure Umbau wurde im Juni 2008 abgeschlossen.
Vom 20. Februar 2008 bis November 2010 wurde die Kreuzung „Leitershofen/Augsburg-Pfersee“ kreuzungsfrei umgebaut. Dies kostete 18 Millionen Euro, nachdem in diesem Bereich die ursprünglichen Planungen zugunsten eines verbesserten Schallschutzes geändert wurden.
Im Juli 2017 wurden zwischen den Anschlussstellen Augsburg-Messe und Göggingen/Haunstetten die Fahrbahn erneuert und in diesem Zusammenhang ein durchgehender Verflechtungsstreifen als dritte Spur gebaut. Danach wurde aufgrund der hohen Verkehrsbelastung und des überdurchschnittlichen Unfallgeschehens zwischen den Anschlussstellen Königsbrunn-Süd und Augsburg-Messe eine Streckenbeeinflussungsanlage installiert.
Von Landsberg am Lech-Süd bis nach Hohenfurch wurde die B 17 zwischen 2004 und 2014 schrittweise auf drei Fahrstreifen ausgebaut (2+1-System mit Abschnittslängen zwischen 1 und 1,5 km). Ein Teil der zuvor höhengleichen Kreuzungen wurde dabei höhenfrei ausgebaut.
Die ursprünglich teilhöhenfreie Anschlussstelle Schongau/Altenstadt wurde nach mehreren schweren Linksabbieger-Unfällen zu einer höhenfreien Ausfahrt ausgebaut, die am 15. Oktober 2021 für den Verkehr freigegeben wurde.

## Planungen
Im Grenzbereich von Augsburg und Stadtbergen soll der Lärmschutz verbessert werden. An den existierenden 214 m langen Tunnel zwischen den Anschlussstellen Augsburg-Zentrum und Bismarcktunnel soll südlich auf einer Länge von 184 Metern an den Tunnel anschließend und 193 Meter nördlich des Tunnels eine Halbdeckelung installiert werden. Die oben mit Querstreben verbundene Konstruktion soll begrünt werden. Zwischen den Fahrbahnen wird eine mit Schall absorbierendem Material beschichtete Mittelwand bis zu den Querstreben errichtet. Der Beginn des 8,2 Millionen Euro teuren Umbaus steht noch nicht fest, die Bauzeit wird auf ungefähr ein Jahr geschätzt.
Für den Bundesverkehrswegeplan 2030 wurden die Aufnahme einer Umfahrung oder Untertunnelung von Hohenfurch, einer Verlegung nördlich von Steingaden, sowie einer Umfahrung Steingadens vorgeschlagen. Diese wurden als Teilprojekte eines Gesamtprojektes „B 17 Augsburg–Füssen“ aufgenommen und als „weiterer Bedarf“ eingestuft. Für die bestehende Ortsdurchfahrt Hohenfurch wurde im Mai 2024 ein Konzept mit Alternativen vorgestellt.
Für den südwestlichen Teil der Ortsumgehung von Schongau wird die Errichtung von Überholstreifen diskutiert, jedoch mit Stand August 2018 nicht als mittelfristig realisierbar angesehen.

## Tourismus

### Ferienstraßen
Die Bundesstraße 17 beinhaltet zwei Ferienstraßen:
- Die Romantische Straße beginnt an der Ausfahrt Landsberg-Süd und führt bis nach Füssen. Die Strecke wurde Ende 2008 verkürzt, da am damaligen Verlauf der B 2 (nördlich von Augsburg) der Schwerlastverkehr zugenommen hatte, so der Geschäftsführer Jürgen Wünschenmeyer der Romantische Straße Touristik Arbeitsgemeinschaft GbR.[14]
- Von Steingaden (Einmündung St2059) bis Füssen (B 16) verläuft die Deutsche Alpenstraße.

### Sehenswürdigkeiten
An der Strecke befinden sich zahlreiche Sehenswürdigkeiten. Dazu zählen die Kirchen im Pfaffenwinkel (z. B. Basilika St. Michael (Altenstadt)), Wieskirche bei Steingaden, Forggensee ab Halblech, Schloss Neuschwanstein und Schloss Hohenschwangau bei Schwangau und der Lechfall in Füssen.

### Besonderheiten
In Augsburg wird die B 17 wie bei Stadtautobahnen üblich von Lärmschutzwänden begleitet. Nach Verlassen von Augsburg verläuft die B 17 im Lechfeld, während sie ab Landsberg am Lech in das Voralpenland übergeht. Den letzten Abschnitt bilden ab Halblech die Ammergauer Alpen. Vor Schwangau hat man einen Blick auf das Schloss Neuschwanstein.